# Friedemann Immer
Friedemann Immer (* 1948) ist ein deutscher Trompeter, Barocktrompeter und Hochschullehrer in  Köln und in Amsterdam.

## Tätigkeit
Friedemann Immer hat sich in den 1970er Jahren neben der modernen Trompete auf das Spiel der Barocktrompete spezialisiert und konzertiert mit mehreren Orchestern weltweit. Dazu gehören unter anderen das Freiburger Barockorchester, der Concentus Musicus Wien, die Akademie für Alte Musik Berlin, la Stagione Frankfurt, die Academy of Ancient Music, Boston Baroque, Aston Magna Boston. Dabei arbeitete er mit Dirigenten wie Nikolaus Harnoncourt, Frans Brüggen, Thomas Hengelbrock, Ton Koopman, Philippe Herreweghe, Marcus Creed, Martin Pearlman, Ivor Bolton und Helmuth Rilling zusammen. Aus dieser Zusammenarbeit entstanden weit mehr als 80 Tonaufnahmen sowie zahlreiche Rundfunk- und Fernsehproduktionen.

## Trompeten-Consort Friedemann Immer (TCFI)
Friedemann Immer leitet das von ihm im Jahre 1988 gegründete „Trompeten-Consort Friedemann Immer“, welches sich auf die Ensemblemusik für Trompeten, Orgel und Barockpauken spezialisiert hat. Mitglied dort ist unter anderem der Trompeter Hans-Jörg Packeiser. Zusammen mit den anderen Mitgliedern dieses Ensembles veröffentlichte er unter dem Namen „Edition Immer“ Musik für Trompeten und andere Instrumente aus allen Epochen.

## Auszeichnungen
Als einer der Pioniere der Szene Alte Musik erhält Friedemann Immer den „Christopher Monk Award 2021“ der Historic Brass Society.

## Schüler
Als Schüler von Friedemann Immer gilt unter anderem Ute Hartwich.